# スコット・マシソン
スコット・ウィリアム・マシソン（Scott William Mathieson , 1984年2月27日 - ）は、カナダ・ブリティッシュコロンビア州バンクーバー出身の元プロ野球選手（投手、右投右打）。
愛称は「先生」。日本プロ野球における外国人投手の最多ホールド記録保持者。

## 経歴

### プロ入り前
幼少期よりシアトル・マリナーズのファンであった。高校時代はカナダの学生野球リーグであるブリティッシュコロンビア・プレミア・ベースボール・リーグでプレー。

### プロ入りとフィリーズ時代
2002年のMLBドラフト17巡目指名（全体509位）でフィラデルフィア・フィリーズから指名受け、入団した。ガルフ・コーストリーグを皮切りにマイナーリーグで経験を積む。
2005年には、オールスター・フューチャーズゲームに世界選抜の一員として出場。
2006年はシーズン開幕前の2月13日に第1回ワールド・ベースボール・クラシック(WBC)のカナダ代表に選出された。1次リーグ第2戦のアメリカ合衆国戦でリリーフとして1イニングを投げ無失点に抑えた。シーズンでは、6月17日のタンパベイ・デビルレイズ戦で、メジャーデビューを果たした。8月1日のセントルイス・カージナルス戦では5回3安打3失点でメジャー初勝利を挙げる。しかし9月2日のアトランタ・ブレーブス戦で右肘の痛みを訴え降板。同月29日にトミー・ジョン手術を受けた。
2007年8月にAA級レディングで実戦復帰したが、右肘の違和感を訴え、再び戦線離脱。
2008年に2度目のトミー・ジョン手術を受けた。
2009年6月下旬に実戦復帰し、ガルフ・コーストリーグで22試合に登板した。
2010年は、AAA級リーハイバレーで開幕を迎え、6月18日のミネソタ・ツインズ戦で4年ぶりにメジャー復帰した。しかしシーズンの大半はマイナーで過ごし、54試合の登板で3勝6敗26セーブ、防御率2.94、WHIP1.13だった。
2011年もリーハイバレーで開幕を迎え、5月8日のアトランタ・ブレーブス戦でメジャー昇格。同月22日にマイナー落ちし、翌6月30日に再昇格するも7月5日に再降格。その後は昇格することなくシーズン終了。この年は復帰後初めて先発でも起用され、リーハイバレーでは12先発を含む30試合の登板で2勝2敗5セーブ、防御率3.28、WHIP1.47の成績を残す。11月29日に契約を解除した。

### 巨人時代
2011年12月2日に読売ジャイアンツと1年契約を結ぶ。

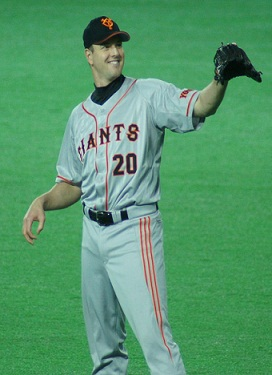
2012年

2012年は守護神候補として期待されたが、春季キャンプで加治前竜一の頭部に死球を当てるなど制球難を露呈した。開幕前後に二軍で調整中に豊田清二軍投手コーチから、投げ急ぐ癖とフォークボールの握りを修正されたことで復調すると、4月15日に中継ぎの人材補充のため一軍昇格した。昇格後はリリーフで11試合連続無失点を記録。5月3日には来日初勝利を挙げ、「きょうは球団の方が妻にボックス席を用意してくれたので、感謝している。この1勝は妻にささげたい」と語った。同月9日には初セーブも挙げるなど、セットアッパーとして好投を続け、6月29日の中日ドラゴンズ戦から西村健太朗に代わって抑えを任された。この年に山口鉄也を加えた3人組を「スコット鉄太朗」と日刊スポーツに大々的にとりあげられる。7月5日にはプロ野球史上4人目となる球速160km/hを記録。オールスターまでに10セーブを挙げたが、7月27日に右肘の違和感で登録を抹消し、専門医の治療を受けるため一時帰国。10月5日の横浜戦で戦線復帰した。この年は40試合に登板し、2勝10セーブ8ホールド・防御率1.71と故障離脱がありながらも安定した成績を残した。マシソンが離脱している間にチームは3年ぶりにリーグ優勝し、CSでは5イニングを投げ失点0被安打1と活躍しCS突破に貢献。日本シリーズ第2戦では9回表に二死一・三塁というピンチの場面で登板、一球で二岡智宏を打ち取り、日本シリーズでは初となる「一球でセーブ投手」を達成。日本一のかかった第6戦でも1点差の8回表に登板して無失点に抑え、チームの日本一に貢献した。
2013年1月17日に第3回WBC本戦のカナダ代表が発表され、代表入りした。大会では2試合に登板した。シーズン開幕後は、一時抑えを任された2012年シーズンとは異なり、1年を通してセットアッパーとして起用された。自身に加え、同じくセットアッパーの山口鉄也、抑えの西村健太朗で盤石の必勝パターンを築き、前年以上の成績でリーグ優勝に大きく貢献。シーズン途中で離脱することなく活躍し、前年より公式球が飛ぶようになったものの防御率・WHIPいずれも向上した。また登板試合数は63試合でホールド数なども前年を大きく上回る成績を残し、42ホールドポイント（2勝40ホールド）を記録。自身初のタイトルとなる最優秀中継ぎ投手を山口鉄也とともに獲得した（同賞を外国人投手が受賞するのはセ・リーグ初）。シーズン終了後は新たに2年の複数年契約を結んだ。
2014年は開幕第2戦の阪神タイガース戦で黒星を喫する。その後も失点するなど序盤は不安定な投球が目立った。その後、抑えの西村の不振で抑えを任されると本来の姿を取り戻したが完全に安定したとは言えず、最終的に64試合に登板して防御率は3点台と過去2年と比べると不安定だったが抑えとして30セーブを挙げ、リーグ優勝に貢献した。その一方でリーグ2位の阪神相手には前述の開幕第2戦の黒星と福留孝介にサヨナラ本塁打、マウロ・ゴメスに延長勝ち越し本塁打を打たれる等、打ち込まれるなど相性が悪かった。
2015年はこの年からリリーフに転向した澤村拓一とキャンプからオープン戦にかけて守護神争いをしていたが不調に陥った。一方澤村は好調で守護神は澤村に決定し、マシソンは二軍落ちしたことで開幕を二軍で迎えた。3月31日に一軍登録されるとセットアッパーに回った。この年は安定感を取り戻したが勝負所では打たれるケースも目立ち63試合の登板で防御率2.62ながらも8敗を喫した。それでも28ホールドを記録するなどセットアッパーとしての役割は果たした。
2016年は先発要員として調整し、オープン戦でも先発登板したが開幕後はセットアッパーに戻された。80イニングを投げて奪三振数を前年度より大幅に改善しながら四球も少なく、リーグ最多登板となる70試合登板を果たし8勝41ホールドの成績を残し、3年ぶりに最優秀中継ぎ投手のタイトルを獲得した。同タイトルを外国人投手が複数回受賞したのはセ・パ両リーグ通じてマシソンが初となった。
2017年は開幕前の2月8日に第4回WBCのカナダ代表に選出され、2大会連続3度目の選出を果たした。シーズンでは6月2日のオリックス戦（東京ドーム）、この日まで巨人は7連敗中でありチームは守護神であるアルキメデス・カミネロを抹消、長打に期待が持てる二塁手のルイス・クルーズを一軍昇格させるというテコ入れを実施。3点リードの9回表に登板するもステフェン・ロメロの6号ソロと安達了一と小谷野栄一に適時打を打たれてセーブ失敗、チームは延長11回に敗れて8連敗を喫した（その後連敗記録は球団史上最悪の13まで伸びた）。カミネロの再昇格後はセットアッパーにまわり、チームがBクラスに低迷するなか同点の場面でも登板し、2イニングを投げて無失点に抑えるなどリリーフの屋台骨となった。この年には契約切れになるため、シーズン終了後の退団説が浮上し、メジャーからは複数のオファーも来ていたが、巨人と年俸320万ドルで2年の再契約をし、「自分のプロ生活の最後の2年になるはずだ」と語っていた。
2018年からは投手キャプテンに就任した。しかし8月26日に左膝の手術を受けることが判明し米国に帰国。シーズン中の実戦復帰は絶望的となった。34試合で0勝3敗8セーブ、14ホールドを挙げ防御率2.97。2012年の来日から計393試合に登板してきた。また、11月には感染症であるエーリキア症に罹患し、闘病生活を送ることになった。
2019年6月6日の楽天戦（楽天生命パーク）で315日ぶりに初登板を果たした。しかし7月19日の広島東洋カープ戦で8回裏に會澤翼に勝ち越し本塁打を打たれ、7月21日には鈴木誠也にサヨナラ適時打を打たれて3戦中2戦で敗戦投手となった。9月27日の本拠地最終戦となるDeNA戦においては同年限りの引退となる阿部慎之助の希望で先発し、阿部とのバッテリーで1イニングを投げた。NPB初先発となったこの試合が結果的に現役最後の公式戦登板となった。10月23日の日本シリーズ第4戦終了後に、プロ野球選手としての現役引退を発表。2020年の東京オリンピックにてカナダ代表として登板することを目指し、その後完全にキャリアを退くと表明していた。

### 巨人退団後
2021年6月1日、外国人選手のスカウト活動強化のため、MLBにネットワークがある巨人軍OBの5名（ギャレット・ジョーンズ、ジョージ・アリアス、ケーシー・マギー、岡島秀樹）と共に選ばれ、巨人のアメリカ東地区担当の新スカウトになった。6月6日、東京オリンピックアメリカ大陸予選にてカナダ代表が敗退、東京オリンピック出場を逃し、この日の登板をもって現役を引退した。
引退後、友人等と共にカジキ釣りの国際大会に参戦するために訪日している。
2023年2月9日に第5回WBCのカナダ代表に3大会連続4度目の選出を果たし、現役復帰することになった。6月6日にはサンティアゴパンアメリカン競技大会予選の野球カナダ代表に選出された。

## 選手としての特徴
オーバースローから投げる平均球速約152km/h、最速101mph（約163km/h。日本での最速は160km/h）のストレートを中心に、スライダー、スプリッターを混ぜる投球スタイル、稀にカーブ、チェンジアップなどを投げる。故障から復帰した2009年からはマイナーでの通算奪三振率10.05と高い数値を残している一方で、同通算与四球率4.32と制球に課題を抱えていた。

## 人物
同僚だったジョン・ボウカーと共に休日返上で練習に励むなど、チームメイトやコーチからは「非常にマジメ」、「何かを吸収しようとする貪欲さは日本人以上」と評されている。また、「肩は消耗品」と投げ込みを嫌う外国人投手も多いなかで、「日本人はやっているし、ピッチングが良くなるなら」と100球以上の投げ込みにも挑戦した。それどころか二軍時代には投げ込みと走り込みを繰り返す旧式トレーニングに「ぜひトライしたい」と興味を示し、二軍の首脳陣を唖然とさせたこともある。
巨人時代はマイルズ・マイコラスの教育係でもあり、マイコラスに「日本では何が受け入れられて、何が受け入れられないのか」「チームで何が求められているのか」を教えたり、打者のタイプや対戦相手の傾向など戦術を教えた。マイコラス本人も「マシソンとの出会いは、僕の野球人生の中で本当に重要なものになったよ」と感謝している。
憧れの選手はイチロー、ケン・グリフィー・ジュニア。グリフィーとはルーキーイヤーの2006年に対戦しており、マシソンが2打席連続で三振を奪った。この前日、両者は球場で偶然出くわしており、グリフィーからは試合後にメッセージ入りのサインボールが届けられたという。
狩猟が趣味で、弓矢を使う。好物は七面鳥、ワニ肉。フロリダ州ではワニ肉は鶏肉のように当たり前に食べるという。

## 詳細情報

### 年度別投手成績
| 年 度    | 球 団    | 登 板 | 先 発 | 完 投 | 完 封 | 無 四 球 | 勝 利 | 敗 戦 | セ 丨 ブ | ホ 丨 ル ド | 勝 率 | 打 者 | 投 球 回 | 被 安 打 | 被 本 塁 打 | 与 四 球 | 敬 遠 | 与 死 球 | 奪 三 振 | 暴 投 | ボ 丨 ク | 失 点 | 自 責 点 | 防 御 率 | W H I P |
| -------- | -------- | ----- | ----- | ----- | ----- | -------- | ----- | ----- | -------- | ----------- | ----- | ----- | -------- | -------- | ----------- | -------- | ----- | -------- | -------- | ----- | -------- | ----- | -------- | -------- | ------- |
| 2006     | PHI      | 9     | 8     | 0     | 0     | 0        | 1     | 4     | 0        | 0           | .200  | 177   | 37.1     | 48       | 8           | 16       | 1     | 1        | 28       | 2     | 1        | 36    | 31       | 7.47     | 1.71    |
| 2010     | PHI      | 2     | 0     | 0     | 0     | 0        | 0     | 0     | 0        | 0           | ----  | 12    | 1.2      | 5        | 0           | 2        | 0     | 0        | 1        | 1     | 0        | 3     | 2        | 10.80    | 4.20    |
| 2011     | PHI      | 4     | 0     | 0     | 0     | 0        | 0     | 0     | 0        | 0           | ----  | 28    | 5.0      | 9        | 0           | 3        | 0     | 2        | 5        | 0     | 0        | 0     | 0        | 0.00     | 2.40    |
| 2012     | 巨人     | 40    | 0     | 0     | 0     | 0        | 2     | 0     | 10       | 8           | 1.000 | 165   | 42.0     | 30       | 1           | 11       | 0     | 1        | 48       | 2     | 0        | 9     | 8        | 1.71     | 0.98    |
| 2013     | 巨人     | 63    | 0     | 0     | 0     | 0        | 2     | 2     | 0        | 40          | .500  | 235   | 61.0     | 36       | 2           | 18       | 0     | 2        | 77       | 5     | 0        | 8     | 7        | 1.03     | 0.89    |
| 2014     | 巨人     | 64    | 0     | 0     | 0     | 0        | 6     | 6     | 30       | 8           | .500  | 277   | 65.1     | 59       | 8           | 23       | 0     | 1        | 75       | 7     | 0        | 27    | 26       | 3.58     | 1.26    |
| 2015     | 巨人     | 63    | 0     | 0     | 0     | 0        | 3     | 8     | 2        | 28          | .273  | 244   | 58.1     | 47       | 5           | 21       | 0     | 2        | 55       | 1     | 0        | 22    | 17       | 2.62     | 1.17    |
| 2016     | 巨人     | 70    | 0     | 0     | 0     | 0        | 8     | 4     | 1        | 41          | .667  | 325   | 80.0     | 65       | 7           | 22       | 0     | 1        | 98       | 2     | 0        | 27    | 21       | 2.36     | 1.09    |
| 2017     | 巨人     | 59    | 0     | 0     | 0     | 0        | 4     | 4     | 2        | 27          | .500  | 270   | 68.1     | 52       | 6           | 18       | 0     | 1        | 79       | 1     | 0        | 18    | 17       | 2.24     | 1.02    |
| 2018     | 巨人     | 34    | 0     | 0     | 0     | 0        | 0     | 3     | 8        | 14          | .000  | 133   | 33.1     | 21       | 3           | 13       | 1     | 1        | 41       | 0     | 0        | 12    | 11       | 2.97     | 1.02    |
| 2019     | 巨人     | 28    | 1     | 0     | 0     | 0        | 2     | 2     | 1        | 8           | .500  | 104   | 22.2     | 28       | 2           | 9        | 2     | 0        | 19       | 0     | 0        | 11    | 11       | 4.37     | 1.68    |
| MLB：3年 | MLB：3年 | 15    | 8     | 0     | 0     | 0        | 1     | 4     | 0        | 0           | .200  | 217   | 44.0     | 62       | 8           | 21       | 1     | 3        | 34       | 3     | 1        | 39    | 33       | 6.75     | 1.89    |
| NPB：8年 | NPB：8年 | 421   | 1     | 0     | 0     | 0        | 27    | 29    | 54       | 174         | .482  | 1753  | 431.0    | 338      | 34          | 135      | 3     | 9        | 492      | 18    | 0        | 134   | 118      | 2.46     | 1.10    |

- 2020年度シーズン終了時
- 各年度の太字はリーグ最高

### WBCでの投手成績
| 年 度 | 代 表  | 登 板 | 先 発 | 勝 利 | 敗 戦 | セ ｜ ブ | 打 者 | 投 球 回 | 被 安 打 | 被 本 塁 打 | 与 四 球 | 敬 遠 | 与 死 球 | 奪 三 振 | 暴 投 | ボ ｜ ク | 失 点 | 自 責 点 | 防 御 率 |
| ----- | ------ | ----- | ----- | ----- | ----- | -------- | ----- | -------- | -------- | ----------- | -------- | ----- | -------- | -------- | ----- | -------- | ----- | -------- | -------- |
| 2006  | カナダ | 1     | 0     | 0     | 0     | 0        | 5     | 1.0      | 0        | 0           | 2        | 0     | 0        | 0        | 0     | 0        | 0     | 0        | 0.00     |
| 2013  | カナダ | 2     | 0     | 0     | 0     | 0        | 16    | 2.0      | 7        | 1           | 3        | 0     | 0        | 3        | 0     | 0        | 7     | 7        | 31.50    |
| 2017  | カナダ | 2     | 0     | 0     | 0     | 0        | 10    | 2.0      | 3        | 0           | 1        | 0     | 0        | 2        | 0     | 0        | 2     | 0        | 0.00     |
| 2023  | カナダ | 1     | 0     | 0     | 0     | 0        | 4     | 1.0      | 2        | 0           | 0        | 0     | 0        | 0        | 0     | 0        | 0     | 0        | 0.00     |

### WBSCプレミア12での投手成績
| 年 度 | 代 表  | 登 板 | 先 発 | 勝 利 | 敗 戦 | セ ｜ ブ | 打 者 | 投 球 回 | 被 安 打 | 被 本 塁 打 | 与 四 球 | 敬 遠 | 与 死 球 | 奪 三 振 | 暴 投 | ボ ｜ ク | 失 点 | 自 責 点 | 防 御 率 |
| ----- | ------ | ----- | ----- | ----- | ----- | -------- | ----- | -------- | -------- | ----------- | -------- | ----- | -------- | -------- | ----- | -------- | ----- | -------- | -------- |
| 2019  | カナダ | 2     | 0     | 0     | 0     | 1        | 6     | 1.1      | 1        | 0           | 0        | 0     | 0        | 3        | 0     | 0        | 0     | 0        | 0.00     |

### タイトル
NPB
- 最優秀中継ぎ投手：2回（2013年、2016年）

### 記録
NPB投手記録
初記録
- 初登板：2012年4月18日、対中日ドラゴンズ2回戦（ナゴヤドーム）、7回裏に4番手で救援登板・完了、2回無失点
- 初奪三振：同上、7回裏に大島洋平から見逃し三振
- 初勝利：2012年5月3日、対広島東洋カープ6回戦（東京ドーム）、7回表に3番手で救援登板、2回無失点4奪三振
- 初セーブ：2012年5月9日、対横浜DeNAベイスターズ5回戦（東京ドーム）、9回表に5番手で救援登板・完了、1回無失点
- 初ホールド：2012年5月10日、対横浜DeNAベイスターズ6回戦（東京ドーム）、8回表二死に2番手で救援登板、1回無失点
- 初先発登板：2019年9月27日、対横浜DeNAベイスターズ25回戦（東京ドーム）、1回無失点

その他記録
- 421試合目でプロ初先発登板 ※セ・リーグ及び外国人最遅記録
- オールスターゲーム出場：1回（2016年）

### 背番号
- 47（2006年、2010年 - 2011年）
- 20（2012年 - 2019年）

### 登場曲
- 「Up In Smoke」Blackberry Smoke（2012年 - 2019年）
- 「ただ、ありがとう」MONKEY MAJIK（2019年9月27日）

### 代表歴
- 2006 ワールド・ベースボール・クラシック・カナダ代表
- 2013 ワールド・ベースボール・クラシック・カナダ代表
- 2017 ワールド・ベースボール・クラシック・カナダ代表
- 2019 WBSCプレミア12 カナダ代表
- 2020オリンピックアメリカ大陸予選カナダ代表
- 2023 ワールド・ベースボール・クラシック・カナダ代表
- 2023年パンアメリカン競技大会予選野球カナダ代表